# Ірвінг Крістол
Ірвінг Крістол (англ. Irving Kristol; нар. 22 січня 1920, Бруклін, Нью-Йорк — пом. 18 вересня 2009, Фолс-Черч, Вірджинія) — американський оглядач, журналіст і письменник, названий "хрещеним батьком неоконсерватизму". Будучи засновником, редактором та співробітником різноманітних журналів, він відігравав впливову роль в інтелектуальній та політичній культурі останньої половини століття; після смерті Ірвінга Крістола The Daily Telegraph описав його як "мабуть найвагомішого інтелектуала другої половини 20-го століття".

## Життєпис
Крістол народився у Брукліні, Нью-Йорк, будучи сином нерелігійних єврейських іммігрантів зі Східної Європи: Бессі (Мейлмана) і Джозефа Крістол. Він отримав свій ступінь бакалавра у міському коледжі (Сіті Коледжі) Нью-Йорку у 1940, де спеціальністю його була історія і де він став частиною невеликої, але вокальної троцькістської антирадянської групи, яка у кінцевому результаті перетворилася у групу Нью-йоркських інтелектуалів. Саме на цих зустрічах Крістол зустрів Гертруду Гімельфарб, з якою згодом одружився у 1942 році. Під час Другої світової війни він служив у Європі у 12-й танковій дивізії бойовим піхотинцем.
Крістол був прийнятий членом(приєднався до) Конгресу за свободу культури; з 1947 по 1952 рік він публікувався у журналі Commentary , редактором якого був Елліот Коен (не слід плутати з Елліотом Коеном - письменником журналу сьогодні); був співзасновником (разом зі Стівеном Спендером) Encounter, створеного на Британській основі, з 1953 по 1958 рік; редактор The Reporter з 1959 по 1960 рік;виконавчий віце-президент видавничого дому Basic Books з 1961 до 1969; Генрі Люс - професор міського значення Нью-Йоркського університету з 1969 по 1987 рік; співзасновник та співредактор (спершу з Деніел Белл, а згодом з Натан Глейзер) the Public Interest з 1965 по 2002 рік.Він був засновником і видавцем The National Interest з 1985 по 2002 рік. Після публікації Ramparts про Центральне розвідувальне фінансування Конгресу за свободу культури, яка була широко розповсюдженою, Крістол залишив конгрес та став членом Американського інституту підприємництва. 
Крістол був членом Американської академії мистецтв і наук, членом Ради міжнародних відносин, почесним співробітником Американського інституту підприємництва (будучи асоційованим співробітником з 1972 року, старшим науковим співробітником з 1977 року,заслуженим працівником Джона М. Оліна з 1988 по 1999 рік). Як член ради співробітників(вкладників) Wall Street Journal, він започаткував щомісячну колонку з 1972 по 1997 рік.Він працював в Раді Національного фонду гуманітарних наук з 1972 по 1977 рік. У липні 2002 року він отримав від президента Джорджа Буша медаль свободи - найпочеснішу громадянську нагороду країни.
Крістол одружився з Гімельфарб, що була істориком, у 1942 році.У них було двоє дітей: Елізабет Нельсон і Вільям Крістол, редактор The Weekly Standard.
Крістол помер у віці 89-ти років 18 вересня 2009 року у столичному госпісі у Falls Church, Вірджинія, від ускладнень раку легенів.

## Ідеї
У 1973 рік Майкл Харрінгтон ввів термін «неоконсерватизм» для опису цих ліберальних інтелектуалів і політичних філософів, які розчарувалися з політичним і культурним ставленням домінуючої демократичної партії і йшли до нової форми консерватизму. Призначений  Харрінгтоном як принизливим терміном, він був прийнятий Крістолом як вдалий опис ідей і політики на прикладі The Public Interest. На відміну від лібералів, наприклад, неоконсерватори відхилили більшість програм великого суспільства під егідою Ліндона Джонсона; і на відміну від традиційних консерваторів, вони підтримують більш обмежену соціальну державу порушену Франкліном Делано Рузвельтом.
У лютому 1979 року Крістол був зображений на обкладинці Esquire. Напис описував його як «хрещений батько найпотужнішою новою політичною сили в Америці - неоконсерватизм». [12] В цьому ж році були опубліковані книги неоконсерваторів: Люди, які змінюють Політику Америки. Як Харрінгтон, автор, Пітер Стейнфелс, був критикований неоконсерватизмом, але він був вражений його зростаючим політичним і інтелектуальним впливом. відповідь Крістол з'явилася під назвою «Сповідь Правди, яка зізналася - Може бути, тільки - "нео-консерватор ». 
Крістол стверджує, що неоконсерватизм це не ідеологія, а «вмовляння», спосіб мислення про політику, а не збірка принципів і аксіом. Це носить швидше класичний , а не романтичний темперамент, є практичним і аутиутопічним (аутопією) в політиці.Один із найзнаменитіших висловів Крістола характеризує неоконсерватора як "ліберала пограбованого реальністю". Ці поняття лежать в основі неоконсервативної філософії і до сьогодні.
Так реальність є для Крістола складною. Пропагуючи гідність (чесність) теорії стимулювання зростання виробництва за рахунок зниження податків як основи для економічного зростання, що є «необхідною умовою для виживання сучасної демократії», він також наполягає на тому, що будь-яка економічна філософія повинна зростати з допомогою «політичної філософії, моральної філософії і навіть релігійної думки" ,які були так само неодмінною умовою для сучасної демократії.
Одна з його ранніх книг, Two Cheers for Capitalism (Два привітання для капіталізму(за капіталізм)), твердить, що капіталізм, чи точніше буржуазний капіталізм, заслуговує двох привітань: перше - тому що «це працює, в досить простому, матеріальному сенсі», за рахунок поліпшення умов життя людей.І друге вітання, тому що це "властиве великій мірі особистої свободи". І це не маленькі досягнення, він стверджує, і тільки капіталізм виявився здатним забезпечити їх. Але це також накладає велике «психічне навантаження» на особистість і суспільний лад також. Тому що це не відповідає «"екзистенційним" людським потребам» індивіда, це створює «духовне нездужання», що ставить під загрозу законність цього соціального порядку. Стільки ж скільки й ще що-небудь, це є утримування цього третього привітання що є відмінною рисою неоконсерватизму, як його розуміє Крістол.

## Статті
- «Чоловіки і ідеї: Нікколо Макіавеллі", сутичка, грудень 1954.
- «Американські Інтелектуали і зовнішня політика," Іноземні справи, липень 1967 (магнезія. в На демократичних ідеях в Америці).
- «Мемуари холодного Воїна," New York Times Magazine, 11 лютого 1968 (магнезія. У Роздумах неоконсерватістского).
- «Коли Чеснота Втрачає Всю її красу," The Public Interest, Fall 1970 (магнезії. В На демократичних ідеях в Америці і Два привітання для капіталізму).
- «Порнографія, непристойність, і цензура," New York Times Magazine, 28 березня 1971 (магнезії. В На демократичних ідеях в Америці і Роздуми неоконсерватістского).
- «Утопізм, стародавній і сучасний," Imprimus, квітень 1973 (магнезія. У Два привітання для капіталізму).
- «Адам Сміт і дух капіталізму» Великі Ідеї Сьогодні, під ред. Роберт Хатчинс і Мортімер Адлер, 1976 (магнезія. Роздуми в нео-консерватора)
- "Спогад троцькіста," New York Times Magazine, 23 січня 1977 (магнезія. Роздуми нео-консерватора).
- «Противник Культури Інтелігенції» Encounter, жовтень 1979 (магнезія. Роздуми нео-консерватора).
- "Приховані витрати регламентації", The Wall Street Journal.

## Книги
- Демократичні ідеї в Америці, Нью-Йорк: Харпер, 1972 (ISBN 0060124679).
- Два Привітання для Капіталізму, 1978 (ISBN 0-465-08803-1)
- Роздуми неоконсерватістского: Озираючись назад, погляд в майбутнє, 1983 (ISBN 0-465-06872-3)
- Неоконсерватизм: Автобіографія Ідеї, 1995 (ISBN 0-02-874021-1)
- Неоконсервативної Переконання: Окремі нариси, 1942-2009, Basic Books, 2011 року (ISBN 0465022235)
- На євреїв і іудаїзм, Барнес і Нобел, 2014.